# Biosémiotika
Biosémiotika je obor spadající pod sémiotiku a biologii, který zkoumá mimojazykové utváření významu či produkci a interpretaci znaků a kódů v biologické říši. 
Biosémiotika se snaží o integraci poznatků z biologie a sémiotiky a navrhuje tak posun paradigmatu vědeckého pohledu na život, podle kterého je sémióza (proces utváření znaku, jeho významu a jeho interpretace) jedním z imanentních a nezbytných faktorů. Biosémiotika je odlišná od biolingvistiky, která se zabývá původem jazyka ze spíše neurologického hlediska. 
Termín biosémiotika poprvé použil roku 1962 Friedrich S. Rothschild, ale až Thomas Sebeok a Thure von Uexküll jej implementovali. Biosémiotika se obvykle dělí na teoretickou a aplikovanou.
Biosémiotika je studium biologie interpretované jakožto znakové systémy, nebo také studium
- významu, komunikace a utváření zvyků u živých organismů;
- sémiózy v živé přírodě;
- biologických základů všech znaků a jejich interpretace.

## Disciplíny biosémiotiky
Na základě zkoumaných typů sémiózy lze biosémiotiku rozdělit na vegetativní sémiotiku a zoosémiotiku.
- vegetativní sémiotika (také nazývána endosémiotika nebo fytosémiotika) je studium sémiózy na buněčné a molekulární úrovni (včetně translačních procesů týkajících se genomu a organické formy či fenotypu);[3] vegetativní sémióza nastává ve všech organismech na jejich buněčné a tkáňové úrovni; do vegetativní sémiotiky patří také sémiotika prokaryot, pomocí znaků realizovaná interakce bakteriálních komunit, jako jsou tzv. quorum sensing a quorum quenching.

- zoosémiotika nebo sémiotika zvířat,[4] studium forem vědění zvířat;[5] zvířecí sémióza nastává u organismů s neuromuskulárním systémem a zahrnuje antroposémiotiku, studium sémiotického chování lidí.

Podle převažujícího aspektu zkoumané sémiózy se někdy rozlišuje biopragmatika, biosémantika a biosyntax.

## Historie
Mezi průkopníky biosémiotiky patří kromě Charlese Sanderse Peirce (1839–1914) a Charlese W. Morrise (1903–1979) především Jakob von Uexküll (1864–1944), Heini Hediger (1908–1992), Giorgio Prodi (1928–1987), Marcel Florkin (1900–1979) a Friedrich S. Rothschild (1899–1995). Zakládajícími otci současné disciplíny jsou Thomas Sebeok (1920–2001) a Thure von Uexküll (1908–2004).
V 80. letech 20. stol. zkoumala skupina vědců z odvětví matematické biologie (René Thom, Yannick Kergosien a Robert Rosen) vztahy mezi sémiotikou a biologií, používala nicméně jiné pojmy než biosémiotika. Současný přístup byl započat Kodaňsko-Tartuskou školou a biology Jesperem Hoffmeyerem, Kalevi Kullem, Clausem Emmeche, Terrence Deaconem, sémiotiky Martinem Krampenem, Marcelem Danesi, filosofy Donaldem Favareau, Johnem Deelym, Johnem Collierem a mnoha dalšími teoretiky komplexních systémů, jako jsou Howard H. Pattee, Michael Conrad, Luis M. Rocha, Cliff Joslyn a León Croizat.
Od roku 2001 probíhá každoročně mezinárodní biosémiotická konference "Gatherings in Biosemiotics".
Roku 2004 se skupina biosémiotiků – Marcello Barbieri, Claus Emmeche, Jesper Hoffmeyer, Kalevi Kull a Anton Markoš – rozhodla založit mezinárodní časopis biosémiotiky. Od roku 2007 vychází také série knih Biosemiotics, editovaná Jesperem Hoffmeyerem, Kalevi Kullem a Alexeiem Sharovem.
Mezinárodní společnost pro biosémiotická studia (The International Society for Biosemiotic Studies) byla založena roku 2005 Donaldem Favareau a výše zmíněnými pěti editory. Roku 2009 vyšel kolektivní programový článek o základních tezích biosémiotiky.

## Spodní práh sémiotiky
Předmětem sporů sémiotiky a biosémiotiky je koncept arbitrárnosti. Umberto Eco vyjádřil ve své knize Semiotics and the Philosophy of Language (1984) svůj nesouhlas s Giorgem Prodim (který byl zastáncem biosémiotiky) a tvrdil, že spodním prahem sémiotiky je fyzika a stereochemické vztahy. Zavedl proto koncept interpretačního prostoru, o kterém předpokládal, že u molekul neexistuje, protože genetický kód jsou jen symboly bez kontextu. Po debatě s imunologem Prodim ale připustil, že na buněčné úrovni existuje alespoň malý interpretační prostor, protože v imunitním systému dochází ke kontextuální interpretaci (rozpoznávání a kategorizaci patogenů).
Dalším slavným sporem byl spor Antona Markoše a Marcella Barbieriho. Barbieri je zastáncem organických kódů a kódové biologie, nepřipouštěl přitom u těchto systémů sémiózu. Sémióza podle něj nastává až u nervových systémů, zatímco genetický kód je mechanický. Markoš se naopak domnívá, že sémióza a interpretace probíhá všude, od buněčné úrovně a že každý kód je interpretovatelný. Rozlišuje pouze různé úrovně, kdy na jednom konci jsou kulturní kódy člověka a na druhém stimul a reakce.

## Koncepty

### Umwelt
Autorem termínu umwelt (z německého výrazu pro "okolí", "okolní svět") je zakladatel biosémiotiky Jakob von Uexküll. Různé organismy mohou mít různé umwelty, a to i v případě, že žijí ve stejném prostředí. Každý organismus vnímá svět odlišně a má svůj vnitřní svět. Každá funkční součást umweltu má svůj význam a představuje pro daný organismus model světa. Funkční komponenty přibližně odpovídají percepčním rysům. Termín označuje také sémiotický svět organismu včetně všech smysluplných aspektů tohoto světa pro daný organismus. Může to být voda, jídlo, domov, hrozby, orientační body apod. Organismus během interakce vytváří a tvaruje svůj vlastní svět. Tento jev byl von Uexküllem nazván jako "funkční cyklus". Dle teorie umweltu jsou mysl a svět neoddělitelné, protože mysl interpretuje pro organismus svět. Proto se umwelty různých organismů liší a každý organismus má tak svou individualitu a unikátní historii. Když mezi sebou interagují dva umwelty, vytváří sémiosféru.
Umwelt sjednocuje všechny sémiotické procesy organismu do celku. Interně je organismus součtem svých částí operujících ve funkčních cyklech a aby přežil, součásti musí spolupracovat. Pro tento jev byl použit název "kolektivní umwelt", který modeluje organismus jako centralizovaný systém od buněčné úrovně nahoru. Proto musí být sémiózy jednotlivých částí kontinuálně propojeny. Pokud něco tento proces naruší, organismus nebude fungovat efektivně.
Uexküll zkoumal především umwelty klíšťat, ježovek, améb, medúz a mořských červů.